# Kanton Mâcon-2
Der Kanton Mâcon-2 ist seit 2015 ein französischer Wahlkreis im Département Saône-et-Loire in der Region Bourgogne-Franche-Comté. Er umfasst zwei Gemeinden im Arrondissement Mâcon und hat seinen Hauptort (frz.: bureau centralisateur) in Mâcon. 

## Gemeinden
Der Kanton besteht aus zwei Gemeinden und Gemeindeteilen mit insgesamt 21.033 Einwohnern (Stand: 2022):
| Gemeinde           | Einwohner 1. Januar 2022 | Fläche km² | Dichte Einw./km² | Code INSEE | Postleitzahl |
| ------------------ | ------------------------ | ---------- | ---------------- | ---------- | ------------ |
| Mâcon              | 20.452                   | 12,37      | 1.653            | 71270      | 71000        |
| Varennes-lès-Mâcon | 581                      | 4,75       | 122              | 71556      | 71000        |
| Kanton Mâcon-2     | 21.033                   | 17,12      | 1.229            | 7122       | –            |

1. ↑   Nur der südliche Teil der Gemeinde, der Rest gehört zum Kanton Mâcon-1.